# Луиза дьо Ла Валиер
Луиз Франсоаз дьо Ла Бом Льо Блан (на френски: Louise Françoise de La Baume Le Blanc), по-късно херцогиня дьо Ла Валиер, е метреса на краля-слънце Луи XIV.

## Живот
Родена е на 6 август 1644 г. в Тур, Франция.

През 1661 г. Луиз става почетна госпожица на Хенриета Анна-Стюарт, първата съпруга на Орлеанския херцог, брата на краля, Филип I Орлеански. 17-годишната госпожица е много чаровна, но леко накуцва в резултат от травма, получена от падане с кон. Още същата година Луиз е въвлечена в една дворцова интрига (по идея на граф дьо Сен-Енян) – налагало се да се отклони вниманието от зараждащата се близост между Луи XIV и Хенриета Анна-Стюарт, затова бил нужен „параван“ или както се изразявали по онова време „чадър“. Тази роля трябвало да изпълни нищо неподозиращата Луиз, а от краля се очаквало единствено да се преструва, че има връзка с нея. Луиз обаче тайно обичала краля още от пристигането си в двора, а самият Луи XIV скоро паднал в собствения си капан – запленен от младата жена, той я прави своя фаворитка.
Не след дълго около Луиз се заформя нова дворцова интрига – Никола Фуке опитал да се възползва от нейното положение като ѝ предлага 20 000 пистола, за да ходатайства за него пред краля (по онова време позициите на Фуке в двора вече били доста разклатени). Луиз отказва, но Луи XIV научава за това предложение и това само утежнява и без това незавидното положение на Фуке.
Луиза ражда четири деца от краля, като само последните две достигат зряла възраст и са официално признати.
След смъртта на Анна Австрийска през 1666 г., Луи XIV афишира открито тяхната връзка, което не се харесва никак на Луиз, която предпочитала дискретността пред публичните демонстрации. По същото време в двора се завръща красавицата Маркиза дьо Монтеспан. Кралят за пореден път е покорен и търси начини да я направи своя любовница. Началото на връзката му с Мадам дьо Монтеспан (около 1667) всъщност поставя и началото на оттеглянето на кралското благоразположение към Луиз дьо Ла Валиер. Въпреки това Луиз за пореден път е принудена да изпълнява известно време ролята на „параван“, за да не се шуми около връзката на краля с омъжена жена. В надеждата си да си върне любовта на краля, когото не е спирала да обича, Луиз изтърпява всички унижения, на които я подлага новата фаворитка, известна с хапливия си език и сарказма си.
През 1670 г., след продължително заболяване, вероятно в резултат на спонтанен аборт, Луиз намира утеха в религията и през 1674 г. взима решение да влезе в манастира на кармелитките. Тъй като правилата в този орден изисквали пълен отказ от всякакъв светски живот и множество лишения, това в двора било възприето като провокация. Още повече шум се вдигнал заради публичното извинение, което Луиз дьо Ла Валиер държала да поиска от кралицата. За да се оттегли в манастир е трябвало разрешението на Луи XIV, а Луиз отказва предложенията да постъпи в манастир с не толкова суров режим. Така тя постъпва в манастира на кармелитките, давайки обета си приема името Louise de la Miséricorde (miséricorde на фр. е „милост“). В манастира неколкократно я посещава кралицата.
Луиз дьо Ла Валиер умира през 1710 г. след 36 години монашески живот и е погребана в гробището на манастира. Известният френски писател Сен-Симон не се поколебава да я нарече „светица“, а Сент-Бьов казва, че от трите най-известни метреси на Луи XIV, Луиз дьо Ла Валиер е „безспорно най-интересната, единствената истински интересна измежду тях“.
Тя вдъхновява и Александър Дюма - баща за персонажа на Луиз дьо Ла Валиер в романа му Виконт дьо Бражелон.

## Деца
От Луи XIV има децата:
- Шарл (1663 – 1666)
- Филип (1665 – 1665)
- Мари Ан дьо Бурбон (1666 – 1739)|
- Луи дьо Бурбон, граф дьо Вермандоа (1667 – 1683)